# 2019-es kasztília-la manchai regionális választás
A 2019-es kasztília-la manchai regionális választást 2019. május 26-án tartották Kasztília-La Mancha autonóm közösségben. A választáson Kasztília-La Mancha parlamentjének képviselőit és a régió elnökét választották meg.

## Választási rendszer
A választáson Kasztília-La Mancha parlamentjének képviselőit választották meg és a régió elnökét, aminek alapja a Spanyol Alkotmány által garantált státuszegyezmény. Általános választójog alapján lehetett szavazni: csak azok a 18. életévüket betöltött spanyol állampolgárok szavazhattak, akinek a régióban volt bejelentett lakhelye. A régió külföldön élő állampolgárai levélszavazáson vehettek részt. A 33 mandátumot D'Hondt-módszernek megfelelően osztották szét, zárt listás szavazáson, arányos képviseleti rendszerben. A választókerületek határai megegyeztek az itt található tartományokéval: Albacete, Ciudad Real, Cuenca, Guadalajara és Toledo tartományokkal. Tartományonként minimum 3 mandátumot lehetett megválasztani, a többi 18 mandátumot a 6 tartomány népességének számaránya szerint osztották ki.

## Jelöltek és pártok
| Jelölő párt | Jelölő párt      | Pártok és Koalíciók | Listavezető | Listavezető          | Ideológia                                                           | Előző választási eredmény | Előző választási eredmény | Státusz     | Ref.        |
| Jelölő párt | Jelölő párt      | Pártok és Koalíciók | Listavezető | Listavezető          | Ideológia                                                           | Szavazat (%)              | Mandátumok                | Státusz     | Ref.        |
| ----------- | ---------------- | ------------------- | ----------- | -------------------- | ------------------------------------------------------------------- | ------------------------- | ------------------------- | ----------- | ----------- |
|             | PP               |                     |             | Francisco Núñez      | Konzervativizmus Kereszténydemokrácia                               | 37.49%                    | 16                        | Ellenzék    | [ 1 ]       |
|             | PSOE             |                     |             | Emiliano García-Page | Szociáldemokrácia                                                   | 36.11%                    | 15                        | Kormánypárt | [ 2 ]       |
|             | Podemos– IU–Equo |                     |             | José García Molina   | Baloldali populizmus Közvetlen demokrácia Demokratikus szocializmus | 12.85%                    | 2                         | Kormánypárt | [ 3 ] [ 4 ] |
|             | Cs               |                     |             | Carmen Picazo        | Liberalizmus                                                        | 8.64%                     | 0                         | Ellenzék    | [ 5 ]       |
|             | Vox              |                     |             | Daniel Arias Vegas   | Jobboldali populizmus Ultranacionalizmus Nemzeti konzervativizmus   | 0.48%                     | 0                         | Ellenzék    | [ 6 ]       |